# Wolke 7
Wolke 7 – drugi studyjny album niemieckiego rapera Gzuza. Został wydany 25 maja 2018 roku nakładem niezależnej wytwórni 187 Strassenbande. Dystrybucją nagrań zajęło Universal Music Group.
Poza gościnnymi zwrotkami, autorami tekstów utworów są Gzuz oraz muzyk Joshi Mizu. Natomiast za warstwę muzyczną, głównymi odpowiedzialnymi byli duet producencki The Cratez, który wyprodukował 12 piosenek oraz raper RAF Camora – 11. Ponadto w produkcji udział wzięli także Jambeatz, X-plosive czy zespół KitschKrieg.
Płytę rapera promowało kilka singli, w tym "¿ Was hast du gedacht ?" i "¿ Warum ?", które swoją premierę w postaci wideoklipu miały miejsce na amerykańskiej witrynie internetowej WorldStarHipHop. Nagrania uzyskały wielomilionowe wyświetlenia.
Album ponadto otrzymał kilka pozytywnych recenzji, a także był notowany na listach sprzedaży w Niemczech, Austrii oraz Szwajcarii. W Niemczech nagrania sprzedały się w ponad 100 000 egzemplarzy, tym samym uzyskując status złotej płyty.

## Lista utworów
Źródło.
1. „¿ Warum ?“
2. „¿ Was hast du gedacht ?“
3. „Wolke 7“
4. „Über Nacht“ (gości. Bonez MC, Maxwell & Ufo361)
5. „Drück Drück“ (gości. LX)
6. „Halftime“
7. „Träume“
8. „Bis dass der tod uns scheidet“
9. „Neuer Tag neues Drama“
10. „Was erlebt“ (gości. Bonez MC)
11. „Niemals satt“
12. „Diskutieren?!“
13. „Nur mit den Echten“ (gości. Trettmann)

## Źródła
1. 1 2  Robin Schmidt: Zwischen Hochgefühl und dem Boden der Tatsachen. laut.de. [dostęp 2018-05-25]. (niem.).
2. 1 2  Die Meinung der Redaktion zu “Wolke 7” von Gzuz. backspin.de. [dostęp 2018-05-28]. (niem.).
3. 1 2  Oliver Marquart: Review: Gzuz – Wolke 7. rap.de. [dostęp 2018-05-25]. (niem.).
4. ↑  Octavius Hallenstein: Gzuz ist unter den erfolgreichsten Videos auf Worldstar-Hiphop. raptastisch.net. [dostęp 2018-06-21]. (niem.).
5. ↑  Gzuz – Wolke 7 – Offizielle Deutsche Charts. offiziellecharts.de. [dostęp 2018-12-11]. (niem.).
6. ↑  GZUZ – WOLKE 7 – Austriancharts. austriancharts.at. [dostęp 2018-12-11]. (niem.).
7. ↑  GZUZ – WOLKE 7 – hitparade.ch. hitparade.ch. [dostęp 2018-12-11]. (niem.).
8. ↑  Sigrid Herrenbrück: OFFIZIELLE DEUTSCHE JAHRESCHARTS: HELENE FISCHER UND „IN MY MIND“ RÄUMEN AB; DEUTSCHE MUSIK ANHALTEND BELIEBT. musikindustrie.de. [dostęp 2018-12-07]. (niem.).
9. ↑  GOLD/PLATIN/DIAMOND – Auszeichnungen in Deutschland. musikindustrie.de. [dostęp 2020-11-20]. (niem.).
10. ↑  Gzuz – Wolke 7 (Cover, Tracklist, Snippet). hiphop-releases.de. [dostęp 2018-02-28]. (niem.).